# Typhochrestus montanus
Typhochrestus montanus là một loài nhện trong họ Linyphiidae.
Loài này thuộc chi Typhochrestus. Typhochrestus montanus được Jörg Wunderlich miêu tả năm 1987.